# Суюнов, Назар Тойлиевич
Назар Тойлиевич Суюнов (Союнов) (туркм. Nazar Soýunow; 23 августа 1936, Небит-Даг, Красноводская область — 25 марта 2021, Москва) — туркменский государственный и научный деятель, министр.
Автор свыше 40 научных трудов по вопросам нефтегазовой отрасли.

## Биография
Родился в 1936 году в посёлке городского типа Небит-Даг Туркменской ССР (ныне город Балканабад Балканского велаята Туркмении).
Окончил Азербайджанский институт нефти и химии (1959), Московский институт управления народным хозяйством при Госкомитете науки и техники СССР (1974), Академию общественных наук при ЦК КПСС (1982).
В 1991 году защитил кандидатскую диссертацию на тему «Разработка долгосрочной стратегии поисково-разведочных работ нефти и газа в условиях рыночной экономики (на примере Туркмении)»
Кандидат экономических наук.

## Карьера
Трудовую деятельность начал в 1959 году помощником бурильщика. Работал бурильщиком, буровым мастером, старшим инженером, начальником участка, начальником технического отдела Конторы разведочного бурения Производственного объединения «Туркменнефть», главным инженером, первым заместителем Председателя Государственного геологического комитета Туркменской ССР, начальником Управления геологии при Совете Министров Туркменской ССР, Председателем Государственного Комитета по геологии Туркменской ССР.
Министр иностранных дел Туркменской ССР (1979—1985).
Член Президентского Совета Туркмении, Председатель комитета по топливно-экономическому комплексу и промышленности при Президентском совете (1990—1994).
Заместитель Председателя Кабинета министров Туркменистана (26 июня 1992 — 23 апреля 1993). 
Председатель Государственной комиссии Туркменистана по чрезвычайным ситуациям (1992 — 28 июня 1993) 
Государственный советник Президента Туркменистана по топливно-энергетическим вопросам (21 мая 1993 — 29 июля 1994)
Министр нефти и газа Туркменистана (23 апреля 1993 — 29 июля 1994).
Заместитель председателя Главной государственной инспекции по стандартизации, метрологии, охране недр и безопасному ведению работ в народном хозяйстве Туркменистана (Туркменглавгосинспекция) (1994).

## После отставки
С мая 1995 года проживал в Москве. После эмиграции четыре раза посещал Туркменистан, последний раз — в августе 1997 года.
В 1998 году работал помощником депутата Государственной думы Российской Федерации II созыва Тельмана Гдляна.
Председатель исполкома Ассоциации «Родина» по связям с соотечественниками за рубежом (Россия).
Скончался 25 марта 2021 года.

## Награды и звания
- Государственная премия Туркменской ССР в области науки и техники
- Орден Трудового Красного Знамени
- Орден «Знак Почёта»
- Медаль «За трудовую доблесть»
- Медаль «Гайрат» (29 июля 1993)